# Galium ostenianum
Galium ostenianum là một loài thực vật có hoa trong họ Thiến thảo. Loài này được (Standl.) Dempster mô tả khoa học đầu tiên năm 1990.